# Омехес
Омехес (Omejes) — мёртвый неклассифицированный плохо изученный индейский язык, принадлежащей аравакской языковой семье, на котором раньше говорил народ с одноимённым названием, проживающий на территории Колумбии.